# Maó
Maó-Mahón, có khi được viết là Mahon (tiếng Catalunya: Maó [məˈo], tiếng Tây Ban Nha: Mahón [maˈon]) là thủ phủ của đảo Menorca của cộng đồng tự trị Quần đảo Baleares, Tây Ban Nha, và là nơi đặt trụ sở Hội đồng Đảo Menorca. Thành phố nằm ở mạn đông của đảo. Maó-Mahón có một trong những cảng tự nhiên lớn nhất thế giới: dài 5 km (3,1 mi) và rộng hơn 900 mét (2.953 foot).
Dân số năm 2009 được ước tính là 29.495 người.